# گمینا شروشویتسه
گمینا شروشویتسه (به لهستانی:  Gmina Sieroszewice) یک گمینا در لهستان است که در شهرستان اوستروف ویلکوپولسکی واقع شده‌است. گمینا شروشویتسه ۱۶۳٫۵۴ کیلومتر مربع مساحت و ۹٬۶۰۵ نفر جمعیت دارد.